# 上尾幌車站
上尾幌車站（日语：／ Kami-oboro eki */?）是位於北海道厚岸郡厚岸町大字苫多村，屬於北海道旅客鐵道（JR北海道）根室本線（花咲線）的鐵路車站。電報略號為カホ。
站名源自於自阿伊努語的「o-poro-pet/（大河口的河流）」。因本站地處尾幌川的上游，因此車站名稱加上「上」字。

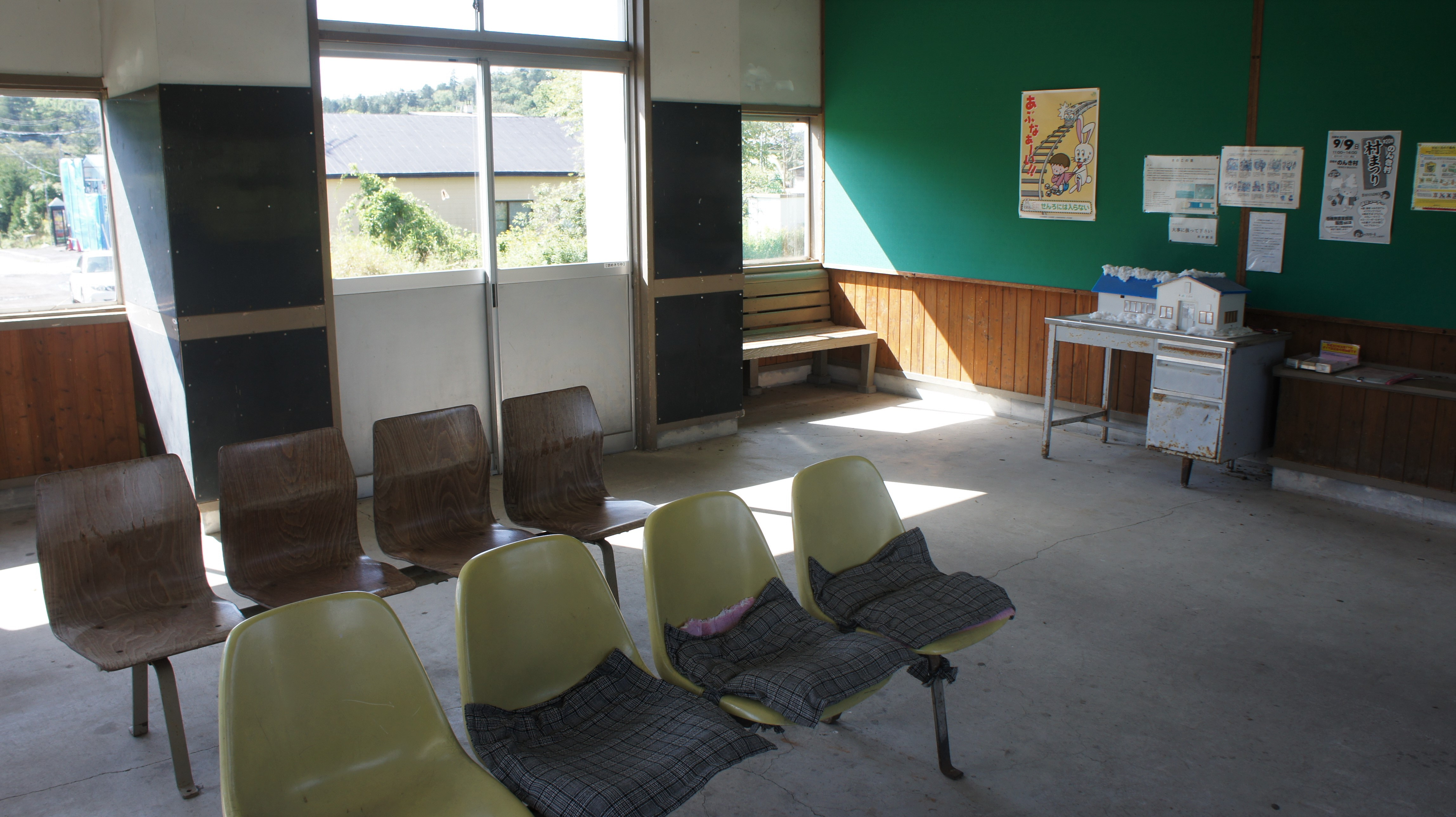
車站內部（2018年9月）

## 歷史
- 1917年（大正6年）12月1日 - 作為國有鐵道車站而開始營業。為一般車站。
- 1935年（昭和年）12月 - 車站大樓改建。
- 1974年（昭和49年）10月1日 - 廢除貨物處理。
- 1984年（昭和59年）2月1日 - 廢除行李處理。
- 1986年（昭和61年）11月1日 - 車站無人化。
- 1987年（昭和62年）4月1日 - 國鐵分割民營化後，由JR北海道繼承。

## 車站構造

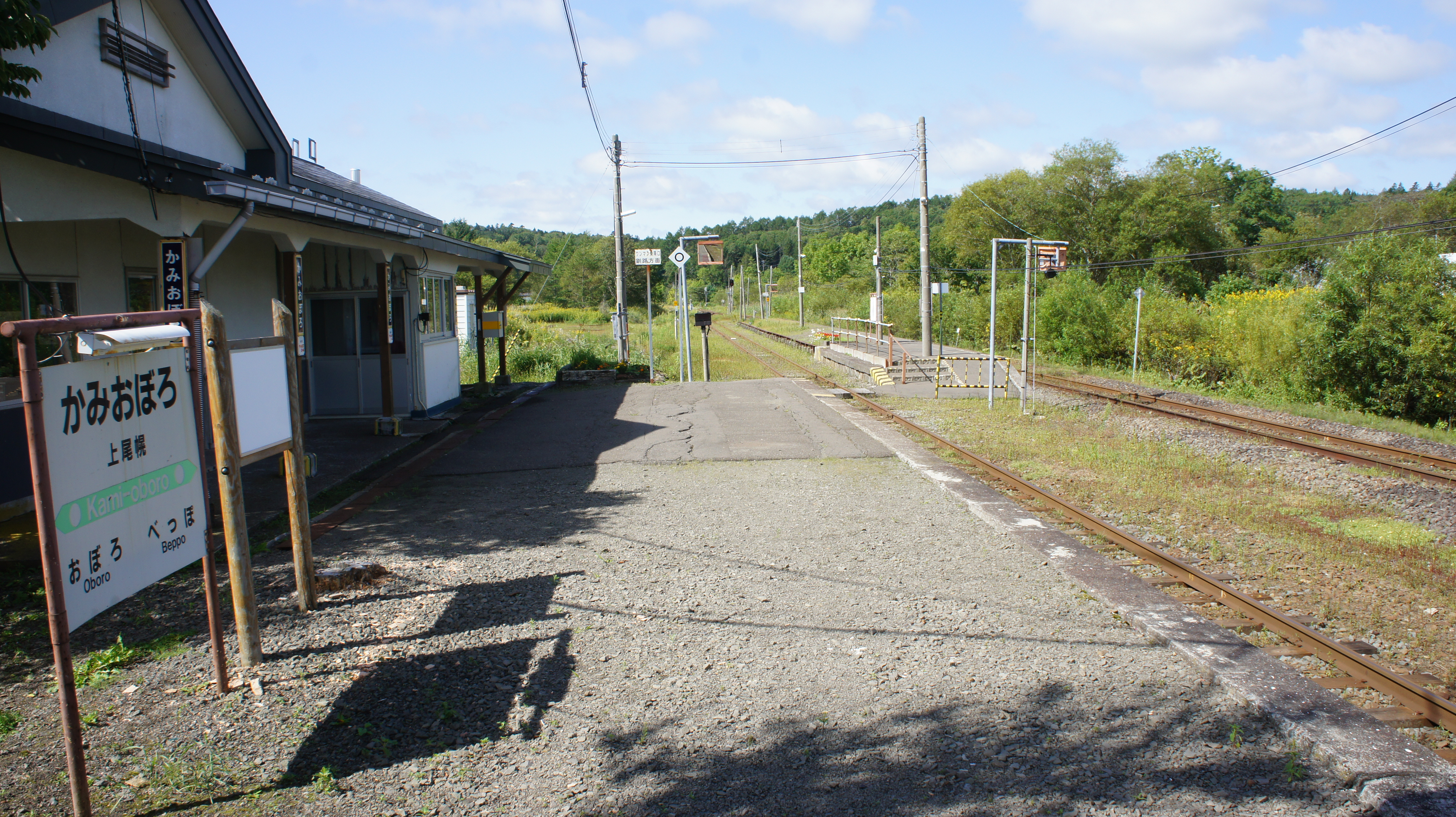
月台（2018年9月）

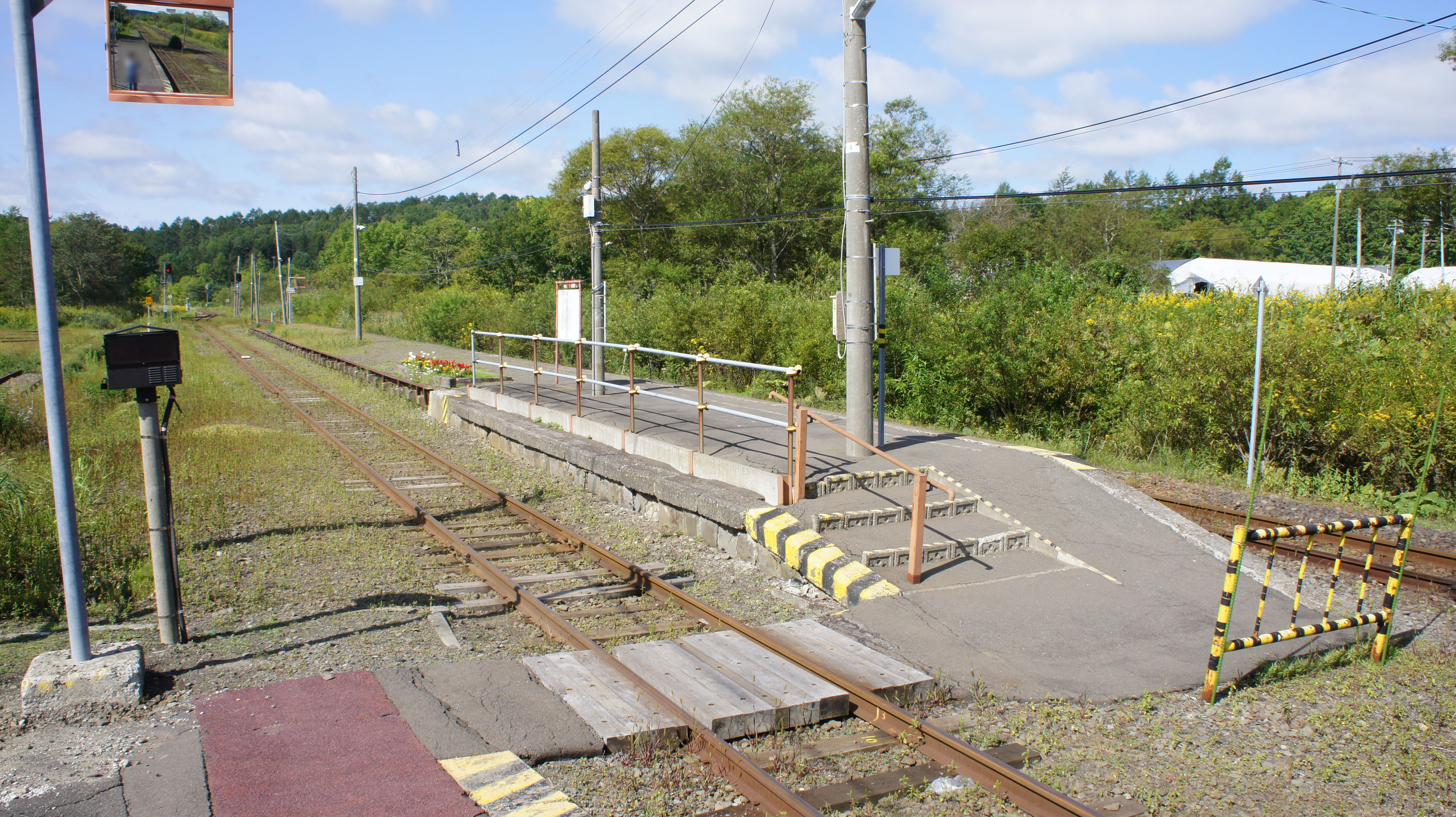
平交道（2018年9月）

本站為2面2線，同時擁有島式及側式月台的地面車站。在設定上，往釧路方向並在本車站轉向的列車會使用2號線。1號線為往釧路的上行列車、而2號線為往厚岸、根室方向的下行列車行駛。本站是由厚岸車站管理的無人車站。

## 車站周邊
附近曾作為煤炭的町而一度繁榮的村莊聚落。
- 國道44號
- 上尾幌郵政局

## 相鄰車站
北海道旅客鐵道（JR北海道）
根室本線（花咲線）
快速「花咲」
通過
快速「納沙布」
別保 → 上尾幌 → 厚岸
普通
別保－上尾幌－尾幌

## 外部連結
- （日語）JR北海道 – 上尾幌車站（页面存档备份，存于）
- （日語）全驛參觀之旅 （页面存档备份，存于）